# Parlamentsarmee
Als Parlamentsarmee werden solche Streitkräfte bezeichnet, deren Einsatz explizit durch ein Parlament genehmigt werden muss. Dieser gegenüber steht eine Präsidialarmee, über deren Einsatz – wie etwa bei den Streitkräften Frankreichs – das jeweilige Staatsoberhaupt entscheidet.

## Merkmal
Besonderes Merkmal einer Parlamentsarmee ist, dass der Einsatz dieser Streitkräfte nur mit der Genehmigung eines Parlaments gestattet ist. Dies soll den Einfluss der Regierung oder eines Monarchen auf die Streitkräfte schwächen und so dafür sorgen, dass deren Einsatz durch breite demokratische Willensbildung zustande kommt.

## Geschichte

### England/Großbritannien
Der Begriff Parlamentsarmee („Parliament’s forces“) kam erstmals 1644 in England auf, als unter Oliver Cromwell die New Model Army aufgestellt wurde. Da die New Model Army, im Gegensatz zu früheren englischen Truppen vom Parlament gestellt, ausgerüstet und befehligt wurde, erhielten die Streitkräfte offiziell die Bezeichnung Parlamentsarmee, um sie von den Einheiten des englischen Königs zu unterscheiden.
Während der Stuart-Restauration wurde diese Armee zwar 1660 aufgelöst, dennoch behielt das Parlament Englands, insbesondere nach der Glorious Revolution, ein deutliches Mitspracherecht beim Einsatz der Streitkräfte. 1689 begrenzte das Parlament den Einfluss des Monarchen auf das Militär. Es lehnte ein stehendes Heer in Friedenszeiten ab, da es dem Monarchen auch als innenpolitisches Machtinstrument hätte dienen können. Durch die Bill of Rights 1689 durfte ein stehendes Heer nur mit Zustimmung des Parlaments existieren. Bis heute muss das britische Parlament daher jährlich das Bestehen des Heeres genehmigen, wobei es sich inzwischen aber um einen rein formalen Akt handelt. Forderungen, dem Monarchen die Kontrolle über die Armee komplett zu entziehen, konnten nicht durchgesetzt werden, so dass er bis heute der alleinige Oberbefehlshaber der British Army ist.
Der Einfluss dieser Genehmigungsregelung in Großbritannien ist bis heute so groß, dass die British Army, im Gegensatz zur Royal Navy und Royal Air Force, nicht den Begriff Royal, also königlich in ihrem Namen trägt.

### USA
Artikel I Abschnitt 8 der Verfassung der Vereinigten Staaten gibt dem Kongress „das Recht, [… anderen Nationen] den Krieg zu erklären“. Ob daraus folgt, militärische Einsätze müssten grundsätzlich vom Kongress autorisiert werden, ist umstritten, da die Verfassung dem Präsidenten in Artikel II Abschnitt 2 den Oberbefehl über die Streitkräfte gibt. 1973 verabschiedete der Kongress die War Powers Resolution, die definiert, wann der Präsident das Parlament über den Einsatz von Streitkräften zu informieren hat und wann der Kongress die Streitkräfte zurückrufen darf. Die Verfassungsmäßigkeit dieser gesetzlichen Regelung ist umstritten. 2008 schlug eine Kommission unter Leitung der früheren Außenminister James Baker und Warren Christopher eine Reform der War Powers Resolution vor.
In Artikel I der Verfassung ist bestimmt, dass der Kongress Finanzhoheit in militärischen Fragen hat. Dem zufolge bestimmt der Kongress allein darüber, „Armeen aufzustellen und zu unterhalten; die Bewilligung von Geldmitteln hierfür soll jedoch nicht für länger als auf zwei Jahre erteilt werden“ (Satz 12), „eine Flotte zu bauen und zu unterhalten“ (Satz 13), „Reglements für Führung und Dienst der Land- und Seestreitkräfte zu erlassen“ (Satz 14).

### Deutscher Bund
Zur Zeit des Deutschen Bundes wurde eine Kontrolle der Armee durch ein Parlament erstmals nach 1848 durch das Budgetrecht verankert. Insbesondere in Preußen wurde dieses Kontrollsystem, wodurch das Parlament die Ausrüstung und Aufstellung der Streitkräfte beeinflussen konnte, immer mehr gegen Monarch und Regierung als alleinige Befehlshaber über die Armee eingesetzt. So kam es 1862 zum Preußischen Verfassungskonflikt, in dem das Parlament seinen Einfluss auf die Armee durch sein Budgetrecht zur Geltung brachte.

### Deutsches Reich
Bis zum Ende des Ersten Weltkriegs und darüber hinaus in der Weimarer Verfassung war das Mitspracherecht des deutschen Parlaments auf Budget- und Ausrüstungsfragen beschränkt. Zwar hatte der Reichstag in der Weimarer Republik das alleinige Recht, einen Kriegs- bzw. einen Friedensschluss zu erklären. Der Oberbefehl und die Bestimmung über den Einsatz der Truppe war aber Sache des Reichspräsidenten.
Reichspräsident Friedrich Ebert übertrug per Verordnung vom 20. August 1919 (RGBl. S. 1475) das Recht, die Befehlsgewalt auszuüben, auf den Reichswehrminister.
§ 8 Abs. 2 des Reichswehrgesetzes vom 23. März 1921 begann mit folgenden Sätzen: Der Reichspräsident ist der oberste Befehlshaber der gesamten Wehrmacht. Unter ihm übt der Reichswehrminister Befehlsgewalt über die gesamte Wehrmacht aus.

### Bundesrepublik Deutschland
Im Jahr 1956 wurde nach dem Vorbild des schwedischen Militie-Ombudsman das Amt des Wehrbeauftragten des Deutschen Bundestages geschaffen. Dieser nimmt seine Aufgaben als Hilfsorgan des Bundestages bei der Ausübung der parlamentarischen Kontrolle wahr (Art. 45b Satz 1 GG, § 1 Abs. 1 WBeauftrG).
Im Art. 65a des Grundgesetzes für die Bundesrepublik Deutschland wurde 1956 festgelegt, dass der Bundesminister für Verteidigung bzw. die Bundesministerin der Verteidigung die Befehls- und Kommandogewalt hat, die jedoch gemäß Art. 115b im Verteidigungsfall auf den Bundeskanzler bzw. die Bundeskanzlerin übergeht. Nach aktueller Rechtsprechung ist für einen Einsatz des Militärs außerhalb des NATO-Territoriums die Genehmigung des Parlaments erforderlich. Lediglich bei Gefahr im Verzug dürfen militärische Aktionen ohne Zustimmung des Parlaments gestartet werden. Allerdings muss das Parlament im Nachhinein diese Aktion legitimieren. Beispiel für eine solche Aktion war z. B. die Evakuierung deutscher Staatsbürger aus Libyen während des Sturzes von Gaddafi. Hier wurden allerdings die Fraktionsführer vor dem tatsächlichen Einsatz benachrichtigt, auch wenn dies nicht vorgeschrieben ist. Gemäß Art. 24 GG darf die Bundeswehr außerhalb des NATO-Territoriums eingesetzt werden.

## Aktuelle Situation in Deutschland
Seit dem Ende des Kalten Krieges beteiligt sich die Bundesrepublik Deutschland auch mit Soldaten an Auslandseinsätzen. Anlässlich des Einsatzes des Deutschen Unterstützungsverbands Somalia hat das Bundesverfassungsgericht in seinem Urteil vom 12. Juli 1994 die Notwendigkeit einer konstitutiven Beteiligung des Bundestages für jeden Einsatz bewaffneter Streitkräfte festgestellt und diese Ansicht in weiteren Entscheidungen bestätigt. Das wird als Prinzip der Parlamentsarmee bezeichnet. Allenfalls bei Gefahr im Verzug kann die Bundesregierung eine vorläufige Entscheidung treffen, die nachträglich vom Parlament genehmigt werden muss.
Am 18. März 2005 hat der Deutsche Bundestag mit der Verabschiedung des Parlamentsbeteiligungsgesetzes eine gesetzliche Grundlage für die Auslandseinsätze der Bundeswehr geschaffen und damit das Prinzip der Parlamentsarmee verfestigt. Dem Parlamentsbeteiligungsgesetz nach bedarf der „Einsatz bewaffneter Streitkräfte“ der vorherigen konstitutiven (rechtsbegründenden) Zustimmung des Deutschen Bundestages. Nicht zustimmungspflichtig sind humanitäre Hilfsdienste und Hilfeleistungen im Ausland, solange Soldaten nicht in bewaffnete Unternehmungen involviert werden. Bei Einsätzen mit geringerer Intensität und Tragweite erfolgt die Mandatsverlängerung in vereinfachten Verfahren, d. h. ohne mehrstufige parlamentarische Beratung. Wenn jedoch eine Fraktion oder 5 % der Abgeordneten es verlangen, muss der Bundestag bei solchen Einsätzen voll befasst werden. Bei „Gefahr im Verzug“, beispielsweise bei Evakuierung oder Geiselbefreiung, unterrichtet die Bundesregierung die Spitzen der Fraktionen streng vertraulich. Der Einsatz muss dann nachträglich vom Parlament genehmigt werden. Routineverwendungen in ständigen Hauptquartieren und Stäben unterliegen nicht dem Parlamentsvorbehalt. Weiterhin besitzt das Parlament ein Rückholrecht für laufende Einsätze.
Der Kabinettsbeschluss wird vom Auswärtigen Amt unter Mitwirkung der zuständigen Resorts, d. h. das Bundesministerium der Verteidigung, das Bundesjustizministerium und das Bundesministerium der Finanzen, formuliert. Dieser Beschluss muss Auskunft geben zum Einsatzraum und -dauer, zu Fähigkeiten und Truppenobergrenzen, zu den Befugnissen im Einsatz sowie zu den Kosten. Nach der Formulierung geht dieser als Antrag der Bundesregierung an den Bundestag und danach in die Ausschüsse, die sich unter Ausschluss der Öffentlichkeit beraten. Der federführende Auswärtige Ausschuss erstellt dann auf Basis der Ausschussberatungen und Abstimmungen eine Beschlussempfehlung für den Bundestag. Das Parlament kann diesem Antrag nur zustimmen oder ablehnen. Eine Veränderung kann nicht vorgenommen werden. Der Bundestag vermag jedoch den Antrag zu ergänzen oder einzugrenzen, z. B. durch eine Protokollnotiz, dass sich die Bundeswehr nicht an der direkten Drogenbekämpfung in Afghanistan beteiligt.
Die Abstimmung über die Auslandseinsätze erfolgt immer namentlich. Es ist keine Ausnahme, dass solche Abstimmungen innerhalb von 14 Tagen stattfinden.
Das Bundesministerium der Verteidigung berichtet wöchentlich in seinen vertraulichen „Unterrichtungen des Parlaments“ (UdP) den zuständigen Ausschüssen über besondere Vorkommnisse in den Einsatzgebieten. Das Auswärtige Amt informiert in größeren Abständen über Krisenregionen, in denen deutsche Truppen aktiv sind. Über den Einsatz der Bundeswehr in Afghanistan wurde alle zwei bis drei Monate umfassend berichtet. Vor Mandatsverlängerungen legte die Bundesregierung bilanzierende Berichte vor.
Beschaffungsaufträge des Verteidigungsministeriums mit einem Wert über 25 Mio. Euro unterliegen einer mehrfachen parlamentarischen Kontrolle. Sie müssen, zusätzlich zur Veranschlagung und Bewilligung im Haushalt und zur Beratung im Verteidigungsausschuss, vor dem Vertragsabschluss gesondert durch den Haushaltsausschuss freigegeben werden. Diese sogenannte „25-Millionen-Euro-Vorlage“, ehemals „50-Millionen-DM-Vorlage“, führte der Haushaltsausschuss 1981 per Grundsatzbeschluss ein.